# Julia Robinson
Julia Robinson   (Saint Louis, 8 de desembre de 1919 - Berkeley, 30 de juliol de 1985), de soltera Julia Bowman, va ser una matemàtica estatunidenca coneguda per les seves contribucions als camps de la teoria de la computabilitat i la teoria de la complexitat computacional, sobretot en problemes de decisió. El seu treball sobre el desè problema de Hilbert (ara conegut com el teorema de Matiyasevitx o el teorema MRDP) va tenir un paper crucial en la seva resolució final. Robinson va ser becària MacArthur l'any 1983.

## Biografia
Robinson va néixer a St. Louis, Missouri, filla de Ralph Bowers Bowman i Helen (Hall) Bowman.  El seu pare era propietari d'una empresa d'equips de màquines mentre la seva mare era professora d'escola abans de casar-se. La seva mare va morir quan Robinson tenia dos anys i el seu pare es va tornar a casar.  La seva germana gran, Constance Reid, va ser divulgadora i biògrafa matemàtica; la seva germana petita és Billie Comstock.
Amb nou anys, li van diagnosticar escarlatina, que va ser seguida de febre reumàtica.  Això la va fer romandre al llit durant dos anys i va perdre aquests dos anys d'escola. Quan va tornar a estar bé, va rebre tutories particulars per una mestra de primària jubilada. En només un any, va poder completar el pla d'estudis de cinquè, sisè, setè i vuitè any.  Va anar a l'escola secundària de San Diego i se li va fer una prova de coeficient intel·lectual que va obtenir un 98, un parell de punts per sota de la mitjana. No obstant això, Júlia es va destacar a l'escola secundària com l'única estudiant femenina que feia classes avançades de matemàtiques i física.  Es va graduar a l'escola secundària amb un premi Bausch-Lomb per ser destacada en general en ciències.
El 1936, Robinson va ingressar a la Universitat Estatal de San Diego a 16 anys. Insatisfeta amb el pla d'estudis de matemàtiques de la Universitat Estatal de San Diego, es va traslladar a la Universitat de Califòrnia a Berkeley el 1939 per al seu últim any. Abans de poder traslladar-se a la UC Berkeley, el seu pare es va suïcidar l'any 1937 a causa de les inseguretats financeres.  Va fer cinc cursos de matemàtiques en el seu primer any a Berkeley, un de les quals va ser un curs de teoria de nombres impartit per Raphael Robinson. Va rebre la seva llicenciatura el 1940,  i més tard es va casar amb Raphael el 1941.

## Aportacions matemàtiques
Després de graduar-se, Robinson va continuar els estudis de postgrau a Berkeley. Com a estudiant de postgrau, Robinson va treballar com a assistent docent al Departament de Matemàtiques i més tard com a assistent de laboratori d'estadístiques per Jerzy Neyman al Laboratori d'Estadística de Berkeley, on el seu treball va donar lloc al seu primer article publicat, titulat "A Note on Exact Sequential". Anàlisi".
Robinson va rebre el seu doctorat. Llicenciat el 1948 amb Alfred Tarski amb una dissertació sobre "Problemes de definibilitat i decisió en aritmètica".  La seva dissertació va demostrar que la teoria dels nombres racionals era un problema indecidible, demostrant que la teoria elemental dels nombres es podia definir en termes dels racionals. (Ja se sabia que la teoria elemental dels nombres era indecidible pel primer teorema d'incompletezza de Gödel)
Fragment de la seva tesi:
| «             | "Aquesta conseqüència de la nostra discussió és interessant a causa d'un resultat de Gödel que mostra que la varietat de relacions entre nombres enters (i operacions sobre nombres enters) que es poden definir aritmèticament en termes d'addició i multiplicació de nombres enters és molt gran. Per exemple, a partir del teorema 3.2. i el resultat de Gödel, podem concloure que la relació que es manté entre tres racionals A, B i N si i només si N és un nombre enter positiu i A=BN és definible en l'aritmètica dels racionals." | » |
| — J.Robinson, | |   |

## Desè problema d'Hilbert
El desè problema de Hilbert demana un algorisme per determinar si una equació diofàntica té alguna solució en nombres enters. Robinson va començar a explorar mètodes per a aquest problema el 1948 mentre estava a la RAND Corporation. El seu treball sobre la representació diofàntica per a l'exponenciació i el seu mètode per utilitzar l'equació de Pell va portar a la hipòtesi de J.R. (anomenada així en honor a Robinson) el 1950. Demostrar aquesta hipòtesi seria central en la solució final. Les seves publicacions de recerca portarien a col·laboracions amb Martin Davis, Hilary Putnam i Yuri Matiyasevich.
Rebé el doctorat el 1948. El 1976, va ser elegida membre de la divisió de matemàtiques de l'Acadèmia Nacional de Ciències dels Estats Units, i fou la primera dona que va obtenir aquest càrrec. El 1982, l'Associació de Dones en Matemàtiques (AWM, per les seves sigles en anglès) li va dedicar la conferència Noether, esdeveniment anual destinat a honrar dones que hagin fet contribucions fonamentals a la matemàtica. El 1983, se li va concedir un premi McArthur, beca per a treballs de científics del més alt nivell, dotada amb mig milió de dòlars. Va ser presidenta de la Societat Americana de Matemàtiques (AMS, per les seves sigles en anglès), la primera dona amb aquesta responsabilitat. Va morir de leucèmia a Oakland, Califòrnia, als 65 anys.
Se la coneix sobretot pel seu treball en equacions diofàntiques i en decidibilitat, que va contribuir en gran manera a la demostració de Iuri Matiassiévitx de la irresolubilitat del desè problema de Hilbert (teorema de Yuri Matiyasevitx). De fet, Robinson només es va apartar d'aquest camp (equacions diofàntiques i decidibilitat) en dues ocasions: l'una va ser amb la seva tesi doctoral, dedicada a la resolubilitat i irresolubilitat de problemes matemàtics, i una altra, amb la seva important aportació a la teoria de jocs.
La seva germana gran, Constance Reid, és una coneguda biògrafa de matemàtics, en particular de la seva pròpia germana.